# Râul Valea Lupului, Bozani
Râul Valea Lupului este un curs de apă, afluent al râului Bozani. 

## Hărți
- Harta munții Pădurea Craiului  Arhivat în 16 ianuarie 2010, la Wayback Machine.
- Harta munții Apuseni